# Naso thynnoides
El Naso thynnoides es una especie de pez cirujano del género Naso, encuadrado en la familia Acanthuridae. Es un pez marino del orden Perciformes, ampliamente distribuido por aguas tropicales del océano Indo-Pacífico, desde la costa este africana hasta las islas Salomón y Marshall.
Su nombre más común en inglés es Oneknife unicornfish, o pez unicornio de una cuchilla, debido a que, al contrario de las especies del género, tiene una única espina defensiva a cada lado del pedúnculo caudal.
Es una especie generalmente rara en su rango, aunque común y localmente abundante en Filipinas, donde es recolectada para consumo humano.

## Morfología
Tiene el cuerpo en forma alargada-oval, comprimido lateralmente, con los perfiles dorsal y anal casi iguales. Carece de prominencia alguna en la frente, y de dos espinas en cada lado del pedúnculo caudal, como es habitual en la mayoría de especies del género. 
De color gris azulado a gris-marrón, tiene una franja amarilla horizontal desde el ojo al pedúnculo caudal, con una serie de estrías verticales en tono oscuro. Por la noche, cuando descansa en los arrecifes, exhibe un patrón discontinuo de manchas oscuras irregulares, para camuflarse de predadores. La aleta caudal es del color del cuerpo, con una mancha blanca en su base, y una franja vertical, marrón violáceo, en el centro.
Tiene 4 espinas dorsales, de 28 a 30 radios blandos dorsales, 2 espinas anales y de 27 a 29 radios blandos anales.
Puede alcanzar una talla máxima de 40 cm, aunque normalmente sólo alcanza los 25 cm.

## Hábitat y modo de vida
Especie semi-pelágica, pero asociada a arrecifes, dónde descansa por la noche. Habita, tanto en lagunas protegidas, como en arrecifes exteriores. Ocurre solitario y en grandes agregaciones. Es desparasitado por especímenes del género Labroides.
Su rango de profundidad oscila entre 2 y 40 m, usualmente sobre 10 m de profundidad.

## Distribución
Se distribuye desde la costa este africana hasta las islas Salomón. Es especie nativa de Australia, Birmania, Comoros, Filipinas, Guam, India (Andaman Is., Nicobar Is.), Indonesia, Japón, Kenia, Madagascar, Malasia, Maldivas, islas Marianas del Norte, islas Marshall, Mauritius, Mayotte, Micronesia, Mozambique, Palaos, Papúa Nueva Guinea, Reunión, Samoa, Seychelles, islas Salomón, Sri Lanka, Tailandia, Taiwán, Tanzania, Timor-Leste y Tonga.

## Alimentación
Se alimentan principalmente de zooplancton, y también de algas.

## Reproducción
Son dioicos, de fertilización externa y desovadores pelágicos, en parejas y grandes agregaciones de individuos. Desovan por la mañana temprano y al atardecer, durante el primer y tercer cuarto de la fase lunar. No cuidan a sus crías.